# Husqvarna
Husqvarna è un marchio utilizzato da svariate fabbriche, tutte comunque collegate con la Husqvarna Vapenfabrik ("Husqvarna fabbrica di armi"), fondata nel 1689 per produrre moschetti destinati all'esercito svedese. Il vecchio logo Husqvarna è composto dalla rappresentazione schematica della sezione trasversale d'una canna di fucile sormontata dal mirino. Quello attuale riprende tale logo con in aggiunta una ‘H’ disegnata al centro del logo stesso.
Il nome dell'azienda, che in svedese significa letteralmente "le faccende domestiche", deriva dall'antica grafia di Huskvarna, la città in cui venne fondata. Esiste un piccolo museo aziendale nella città, vicino alle parti più vecchie della fabbrica.

## Storia
Nata nel 1689 come fabbrica di armi, settore in cui è stata presente sino al 1989, le attività hanno iniziato a diversificarsi nel 1872 quando è iniziata la produzione di macchine da cucire, seguita da quella di elettrodomestici iniziata nel 1874, di biciclette iniziata nel 1896, di motociclette nel 1903, da quella di attrezzature da giardino nel 1918 e da quella delle motoseghe iniziata nel 1959.
Ognuna di queste attività ha dato inizio a delle divisioni specifiche che nel corso degli anni hanno avuto destini diversi.

## Settori dismessi

### Macchine per cucire

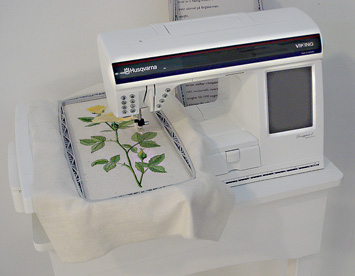
Macchina da cucire Husqvarna Viking.

Il primo settore in cui l'azienda si era diversificata sin dal 1872 è stato dismesso dalla casa madre nel 1997 quando è nato il VSM Group AB (acronimo di Viking Sewing Machines), che ha continuato ad utilizzare il marchio storico.
L'azienda è conosciuta per la produzione di macchine da cucire computerizzate e di macchine taglia-cuci con i marchi Husqvarna Viking. Il marchio VSM produce diverse linee di macchine per cucire, il top di gamma è la serie denominata Designer, mentre le macchine più semplici (non computerizzate) sono della serie Huskystars.
Nel febbraio 2006 VSM Group è stato acquistato da Kohlberg & Co., che già possedeva il marchio Singer. Singer e VSM Group sono state incorporate in una società chiamata SVP Worldwide (SVP dalle iniziali dei marchi Singer, Viking e Pfaff), con sede a Hamilton, Bermuda.

### Elettrodomestici
Il settore elettrodomestici, la cui produzione è iniziata nel 1874, ha fatto parte del gruppo per molti anni ed è passato sotto il controllo di Electrolux quando quest'ultima ha acquisito l'intero gruppo Husqvarna nel 1978. Una volta che Husqvarna è divenuta nuovamente indipendente, nel 2006, questo settore è rimasto in carico a Electrolux che continua a utilizzarne il marchio.

### Biciclette
Come molte case motociclistiche, la Husqvarna cominciò a produrre biciclette verso la fine del XIX secolo e dismise tale produzione dopo una dozzina di anni.
Nel 2017 il marchio è tornato a produrre biciclette (a pedalata assistita) creando la divisione Husqvarna e-bicycles direttamente legata a quella motociclistica (proprietà Pierer mobility AG). 

## Motociclette

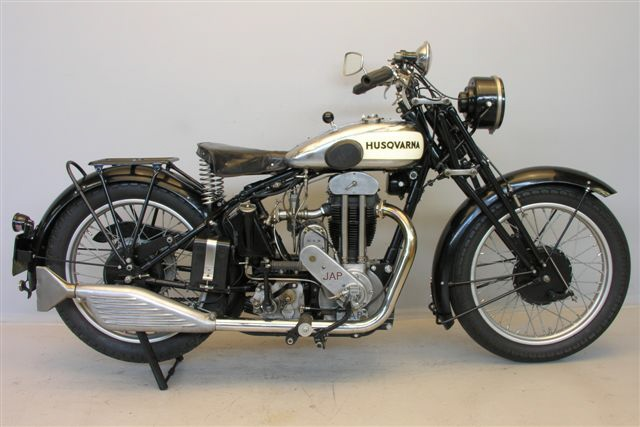
Motocicletta Husqvarna del 1931.

Nel 1903 l'azienda fece il grande passo e cominciò la produzione di motociclette. Nel 1920 cominciò la produzione di motori, il primo fu un bicilindrico a V di 50 gradi 4 tempi con una cilindrata di 550 cm3, simile a quello prodotto da aziende come la Harley Davidson e la Indian. Tuttavia, sebbene l'Husqvarna sia nota per le moto da enduro e da cross pluri iridate, prima della guerra la produzione era orientata solo al segmento stradale, e partecipava con esse a gare di velocità, ottenendo discreti risultati: un Campionato Europeo della 500 nel 1933 e il GP d'Italia classe 350 nel 1936.
Negli anni sessanta e settanta i 2 tempi da fuoristrada della casa svedese resero obsolete le 4 tempi inglesi, che prima dominavano le varie categorie. Durante gli anni '60 e '70 l'Husqvarna aggiunse al suo palmarès 16 campionati mondiali di motocross in tutte e 3 le categorie (125, 250 e 500) e 21 mondiali nell'enduro.
La divisione motocicli venne venduta nel 1987 alla Cagiva, entrando a far parte del gruppo che comprendeva anche la MV Agusta. Un gruppo di ingegneri svedesi dopo il trasferimento in Italia del marchio si è distaccato e ha fondato la Husaberg.
Il marchio Husqvarna è stato ceduto da MV Agusta Group alla casa automobilistica e motociclistica BMW il 19 luglio 2007 per 93000000 €. BMW ha mantenuto la sede principale a Varese, negli stabilimenti di Cassinetta di Biandronno. Husqvarna è poi passata a gennaio 2013 da BMW Group a Pierer Industrie AG di proprietà di Stefan Pierer, che è anche AD di KTM; quest'ultima ha chiuso gl’impianti italiani, licenziando circa 200 dipendenti, per trasferire la produzione a Mattighofen in Austria.

### Motomondiale
Nel 2014 il costruttore austriaco KTM, proprietario del marchio Husqvarna, decide di portare in pista delle motociclette nella classe Moto3 con il team Ajo Motorsport. Le motociclette vengono nominate FR 250 e nella stagione d'esordio in categoria ottengono due piazzamenti a podio ed il quarto posto in classifica costruttori. Nel 2015 le FR 250 GP sono affidate al team Husqvarna Factory Laglisse i cui piloti titolari sono María Herrera e Isaac Viñales. Proprio Viñales conquista l'unico podio stagionale in occasione del Gran Premio d'Argentina. la stagione si chiude nuovamente al quarto posto tra i costruttori.
Nel 2020, dopo quattro anni di assenza, Husqvarna torna nella Moto3. Viene siglato un accordo con Max Racing Team, il team di Max Biaggi, per portare in pista due FR 250 affidate ad Alonso López e a Romano Fenati. proprio Fenati, in occasione del Gran Premio dell'Emilia Romagna, vincendo, porta alla casa svedese il primo successo di categoria. La stagione si conclude al terzo posto tra i costruttori col Max racing Team al tredicesimo posto nella classifica a squadre.
Nel 2021 continua la collaborazione col Max Racing Team. Al confermato Fenati, tra i piloti, viene affiancato Adrián Fernández. La stagione vede Husqvarna terminare al quarto posto in classifica costruttori e il team al settimo posto. Tra i piloti Fenati si classifica quinto in campionato ottenendo una vittoria a Silverstone e altri tre piazzamenti a podio.
Nel 2022 il Max Racing Team, unico team Husqvarna, cambia entrambi i piloti schierandosi con Ayumu Sasaki e John McPhee. Sasaki dopo aver saltato due prove per infortunio, torna a gareggiare e vince il Gran Premio d'Olanda, vince nuovamente in Austria, dopo aver dovuto scontare due long lap penalty. Resta in corsa per il titolo per buona parte del campionato, che chiude al quarto posto. Anche McPhee salta qualche prova per infortunio ma torna a gareggiare e vince il Gran Premio della Malesia risultando, in quel momento, il più anziano vincitore della Moto3. Chiude la stagione all'undicesimo posto. Nella classifica costruttori il marchio svedese si posiziona al quarto posto.
Nel 2023, vista l'uscita di scena del Max Racing Team, due FR 250 vengono portate in pista dal team Liqui Moly Husqvarna Intact GP. Al confermato Sasaki viene affincato l'esordiente Collin Veijer. Sasaki conquista undici piazzamenti a podio su venti gare e sfiora il titolo. Veijer, vincendo il Gran Premio della Malesia torna a far suonare l'inno dei Paesi Bassi a trentatré anni dall'ultima volta. Il campionato si conclude al terzo posto tra i costruttori. Prosegue la collaborazione con Intact GP anche nel 2024, anno in cui al confermato Veijer viene affiancato un altro giapponese: Tatsuki Suzuki. Il campionato si conclude al quarto posto tra i costruttori sebbene Veijer, terzo in classifica, abbia provato a competere per il titolo.

### Palmarès motociclistico

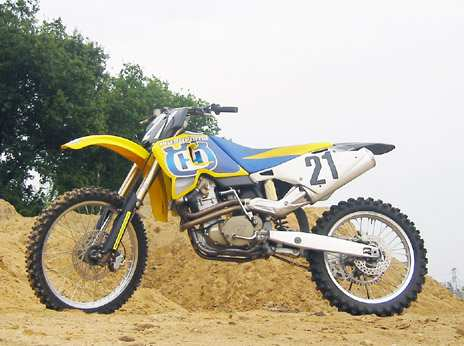
Husqvarna da motocross.

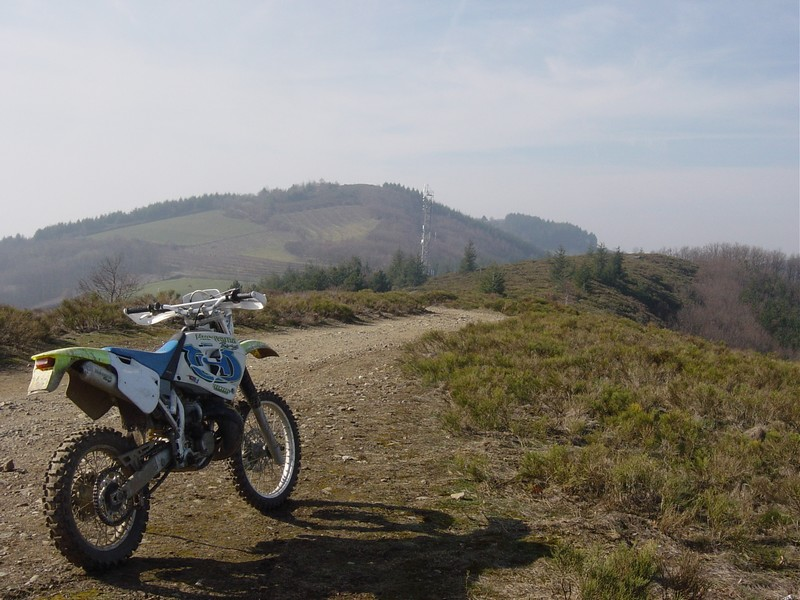
Enduro. Husqvarna 250WR del 1996.

#### Velocità
| Anno | Pilota Campione | Tipologia | Classe  |
| ---- | --------------- | --------- | ------- |
| 1933 | Gunnar Kalén    | Europeo   | 500 cm³ |

#### Motocross
| Anno | Pilota Campione   | Tipologia | Classe   |
| ---- | ----------------- | --------- | -------- |
| 1959 | Rolf Tibblin      | Europeo   | 250 cm³  |
| 1960 | Bill Nilsson      | Mondiale  | 500 cm³  |
| 1962 | Torsten Hallman   | Mondiale  | 250 cm³  |
| 1962 | Rolf Tibblin      | Mondiale  | 500 cm³  |
| 1963 | Torsten Hallman   | Mondiale  | 250 cm³  |
| 1963 | Rolf Tibblin      | Mondiale  | 500 cm³  |
| 1966 | Torsten Hallman   | Mondiale  | 250 cm³  |
| 1967 | Torsten Hallman   | Mondiale  | 250 cm³  |
| 1969 | Bengt Åberg       | Mondiale  | 500 cm³  |
| 1970 | Bengt Åberg       | Mondiale  | 500 cm³  |
| 1974 | Heikki Mikkola    | Mondiale  | 500 cm³  |
| 1976 | Heikki Mikkola    | Mondiale  | 250 cm³  |
| 1979 | Håkan Carlqvist   | Mondiale  | 250 cm³  |
| 1993 | Jacky Martens     | Mondiale  | 500 cm³  |
| 1996 | Thomas Traversini | Europeo   | 125 cm³  |
| 1998 | Alessio Chiodi    | Mondiale  | 125 cm³  |
| 1999 | Alessio Chiodi    | Mondiale  | 125 cm³  |
| 2008 | Sven Breugelmans  | Mondiale  | MX3/Open |

#### Enduro
| Anno | Pilota Campione        | Classe   |
| ---- | ---------------------- | -------- |
| 1990 | Otakar Kotrba          | 350 cm³  |
| 1991 | Kari Tiainen           | 250 cm³  |
| 1992 | Kari Tiainen           | 350 cm³  |
| 1993 | Paul Edmondson         | 125 cm³  |
| 1993 | Sven-Erik Jönsson      | 350 cm³  |
| 1994 | Kari Tiainen           | 500 cm³  |
| 1995 | Petteri Silván         | 125 cm³  |
| 1995 | Kari Tiainen           | 500 cm³  |
| 1996 | Anders Eriksson        | 350 cm³  |
| 1998 | Anders Eriksson        | 500 cm³  |
| 1999 | Anders Eriksson        | 500 cm³  |
| 2000 | Stefan Merriman        | 250 cm³  |
| 2001 | Petteri Silván         | 125 cm³  |
| 2001 | Stefan Merriman        | 400 cm³  |
| 2001 | Anders Eriksson        | 500 cm³  |
| 2002 | Petteri Silván         | 125 cm³  |
| 2002 | Anders Eriksson        | 250 cm³  |
| 2002 | Anders Eriksson        | 500 cm³  |
| 2003 | Anders Eriksson        | 400 cm³  |
| 2010 | Antoine Meo            | 250 cm³  |
| 2011 | Juha Salminen          | Enduro 1 |
| 2011 | Antoine Meo            | Enduro 2 |
| 2014 | Pierre-Alexandre Renet | Enduro 2 |
| 2015 | Mathias Bellino        | Enduro 3 |

#### Supermotard
| Anno | Pilota Campione       | Tipologia | Classe  |
| ---- | --------------------- | --------- | ------- |
| 2000 | Thierry Van Den Bosch | Europeo   | Open    |
| 2001 | Eddy Seel             | Europeo   | Open    |
| 2003 | Eddy Seel             | Mondiale  | S1      |
| 2003 | Bernd Hiemer          | Europeo   | 650 cm³ |
| 2005 | Gerald Delepine       | Mondiale  | S1      |
| 2007 | Adrien Chareyre       | Mondiale  | S1      |
| 2007 | Gerald Delepine       | Mondiale  | S2      |
| 2008 | Adrien Chareyre       | Mondiale  | S2      |
| 2009 | Adrien Chareyre       | Mondiale  | S2      |
| 2010 | Uros Nastran          | Europeo   | Open    |

## Settori attivi

### Motoseghe e macchine per il giardinaggio
Husqvarna AB è il secondo produttore al mondo di motoseghe, dopo la tedesca Stihl. È anche uno dei maggiori produttori di macchine per il giardinaggio e di attrezzature da taglio per l'industria dell'edilizia e della pietra.
Husqvarna costruisce inoltre una vasta gamma di falciatrici e di attrezzature da giardino per la statunitense Sears, sotto il marchio Craftsman.

### Marchi controllati da Husqvarna AB

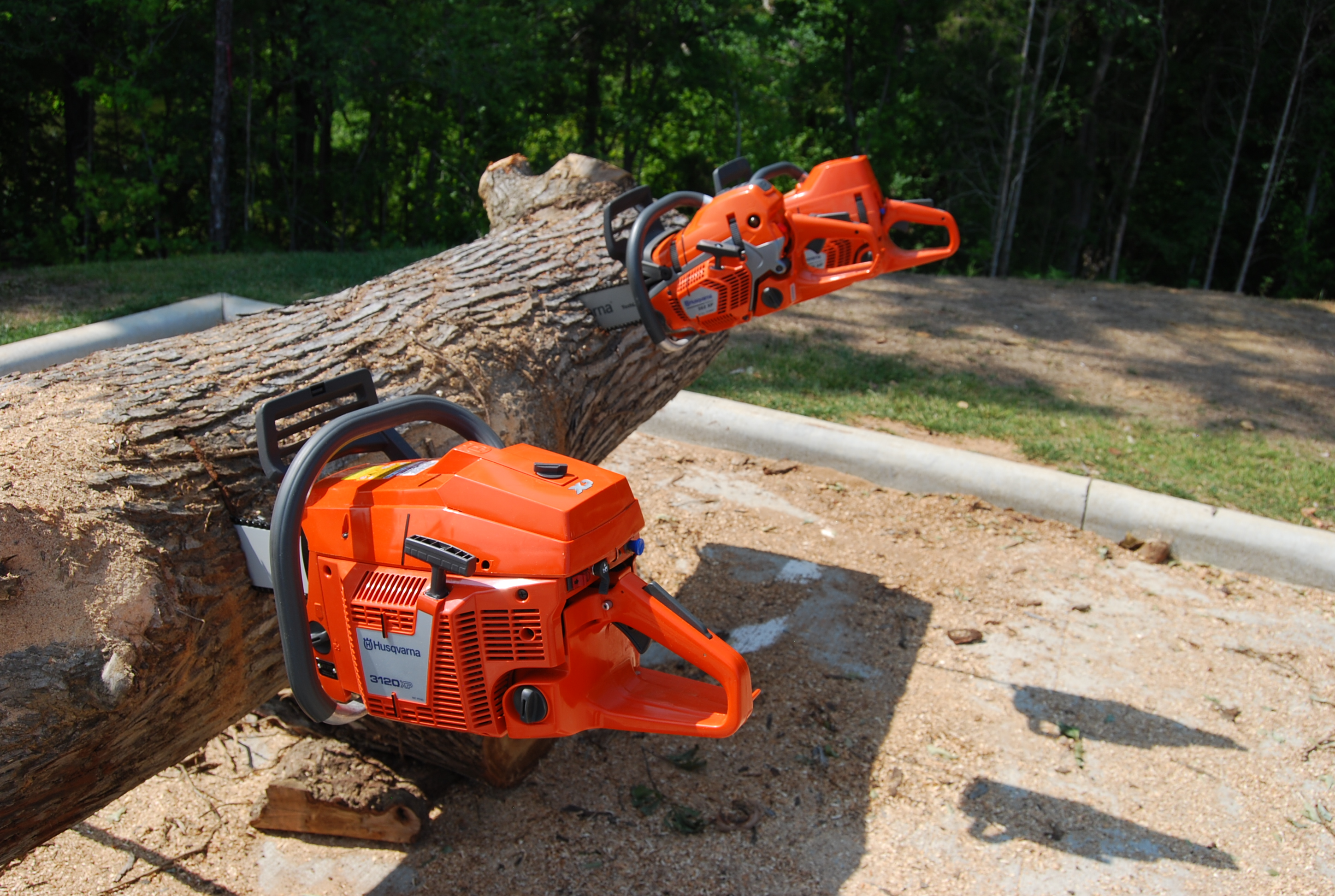
Motoseghe Husqvarna.

- AYP (American Yard Products)
- Bradley
- Dixon
- Flymo
- Gardena AG
- Jonsered (azienda)
- Zenoah
- Lawn King
- McCulloch
- Partner
- Pioneer chainsaws
- Poulan
- Rally
- Rodeo
- Roper
- Talon
- Weed Eater
- Yard Pro
- Diamant Boart